# Maria Etxabe
Maria Etxabe Aldai (Zarauz, 1903 - 1993) fue una escritora, política y agente cultural española. Fue también conocida por el seudónimo Lau Uxo. En 2017 fue una las autoras seleccionadas para conmemorar el Día de las Escritoras bajo el lema Mujeres, saber y poder.

## Trayectoria
Hizo la traducción al euskera de la pieza teatral del sacerdote Salvador Arriola La Virgen de las Angustias, a la que puso de título Itziar'ko Ama. Con ello ganó el certamen literario "Juventud" organizado por la Caja de Ahorros Provincial de Guipúzcoa. La obra se estrenó en Azpeitia el 7 de septiembre de 1929.
Formó parte de la Emakume Abertzale Batza, asociación nacionalista femenina relacionada con el Partido Nacionalista Vasco creada en Bilbao en 1922. Realizó varias conferencias sobre las relaciones entre mujeres y hombres. Uno de los guiones de sus conferencias impartida el 30 de abril de 1930 en San Sebastián, fue publicado a título póstumo en 2002 por Olerti Etxea de Zarauz con motivo del Día Internacional de Poesía. El título de la conferencia fue Zorionaren ituria gizonak non du?
Escribió diversos artículos con el seudónimo Lau Uxo.
En 2017 fue una de las autoras seleccionadas con motivo del Día de las escritoras convocado bajo el lema Mujeres, saber y poder con una lectura de textos en la Biblioteca Nacional de España.